# Guvernante
Guvernante (af fransk: gouvernante af at styre) er en betegnelse på en privatlærerinde, som har det overordnede ansvar for opdragelsen og undervisningen af børn i en større privathusholdning.
Guvernanteromaner er moralsk litteratur fra dronning Victorias tid. J. P. Jacobsen yndede dem.
Guvernanter var almindelige i velstående europæiske familier indtil omkring 1. verdenskrig. I nyere tid er det usædvanligt, men kan forekomme i store og velstående familier.
Historisk var guvernanter ofte «dannede» kvinder som ofte havde dette som eneste mulige levevej. Socialt stod guvernanterne mellem familien hun var ansat af og deres tjenestefolk. Dette kunne gøre hende temmelig isoleret, det var almindeligt at guvernanten indtog sit måltid alene.
Guvernanter underviste som regel piger og yngre drenge. Ældre drenge blev sendt på kostskole eller havde en mandlig privatlærer. Foruden de grundlæggende skolefag som læsning, skrivning og regning kunne de undervise børnene i kunst, musik og fremmedsprog. Særligt fransk var almindeligt og mange hentede fransktalende guvernanter. 